# Sei Belutu
Sei Belutu is een bestuurslaag in het regentschap Serdang Bedagai van de provincie Noord-Sumatra, Indonesië. Sei Belutu telt 4087 inwoners (volkstelling 2010).